# Žena, která zpívá
Žena, která zpívá (jiným názvem Hledám svou píseň, rusky Женщина, которая поёт) je ruský hudební film, jenž měl premiéru 2. března 1979 a v kinech jej vidělo přes 50 milionů diváků. Představitelka hlavní postavy Anny Strelcovové, Alla Pugačova, byla prohlášena za Nejlepší herečku roku. Sám film se ovšem umístil až na 53. místě v anketě o nejlepší film.

## Obsah filmu
Film pojednává o osudech zpěvačky Anny Strelcovové. Její první profesi, kdy musela trpět nevrlého režiséra, kterému se stále něco jevilo jako nedokonalé, opustila přímo při nácviku. Od té doby si byla velice nejistá, zda se nemá tance a zpěvu raději vzdát. Když ovšem četla báseň Žena, kterou miluji, napadlo ji, že by se mohl text pozměnit a vznikla by z toho píseň Žena, která zpívá. Ještě před tím se však Annina kariéra začíná rozvíjet a účinkuje na mnoha vystoupeních. Její písně mají úspěchy, ale zdaleka ne takové, jako ona Žena, která zpívá ke konci filmu. Anna se tedy nakonec štěstí dočkala.

## Obsazení
- Režisér: Alexander Orlov
- Scénář: Anatolij Stěpanov
- Autoři písní: Alexander Zacepin, Alla Pugačova, Leonid Garin
- Autoři textů písní: Leonid Derbeňov, Kajsyn Kulijev, Alla Pugačova, Naum Labkovskij, William Shakespeare
- Malíř: Valentin Vyrvič

### V hlavních rolích
- Alla Pugačova – Anna Strelcovová
- Alla Budnickaja – Máša, kamarádka Anny
- Nikolaj Volkov – Andrej
- Alexander Chočinskij – Valentin, manžel Anny
- Leonid Garin – Loňa

## Písně ve filmu
| Název                                                                | Text                | Hudba                       |
| -------------------------------------------------------------------- | ------------------- | --------------------------- |
| Pěsenka pro měnja (Песенка про меня)                                 | Leonid Derbeňov     | Alexander Zacepin           |
| Jesli dolgo mučiťsja (Если долго мучиться)                           | Leonid Derbeňov     | Alexander Zacepin           |
| Etot mir (Этот мир)                                                  | Leonid Derbeňov     | Alexander Zacepin           |
| O ljubvi ně govori (О любви не говори)                               | Naum Labkovskij     | Moisej Ferkelman            |
| Prijezžaj (Приезжай)                                                 | Alla Pugačova       | Alla Pugačova               |
| Pro estradu (Про эстраду)                                            | Leonid Derbeňov     | Alexander Zacepin           |
| Ty ně stal suďboj (Ты не стал судьбой)                               | Leonid Derbeňov     | Alexander Zacepin           |
| Ženščina, kotoraja pojot (Женщина, которая поёт) – Žena, která zpívá | Kajsyn Kulijev      | Alla Pugačova, Leonid Garin |
| Sonet № 90 (Сонет № 90)                                              | William Shakespeare | Alla Pugačova               |
| Da (Да)                                                              | Leonid Derbeňov     | Alexander Zacepin           |